# Sergei Walerjewitsch Wolkow
Sergei Walerjewitsch Wolkow (russisch-kyrillisch Сергей Валерьевич Волков; * 6. Dezember 1987 in Tschussowoi) ist ein russischer Freestyle-Skifahrer. Er ist auf die Buckelpisten-Disziplinen Moguls und Dual Moguls spezialisiert. Sein älterer Bruder Andrei betreibt dieselbe Sportart.

## Biografie
Wolkow nahm ab März 2004 im Europacup teil und erzielte im Januar 2005 den ersten Podestplatz. Bei der Juniorenweltmeisterschaft 2006 wurde er Fünfter. Im März 2008 gelang ihm der erste Europacupsieg. Sein Debüt im Freestyle-Weltcup hatte er am 11. Dezember 2009 im finnischen Suomu, wo er im Moguls-Wettbewerb 21. wurde. Im Dezember 2010 drang er erstmals unter die besten zehn vor, Spitzenplätze blieben aber vorerst selten. Am 14. Januar 2012 stand er Mont Gabriel erstmals auf dem Podest eines Weltcupbewerbs, als Dritter in der Disziplin Dual Moguls. In Deer Valley gelang ihm am 4. Februar 2012 der erste Weltcupsieg.

## Erfolge

### Olympische Spiele
- Vancouver 2010: 28. Moguls

### Weltmeisterschaften
- Ruka 2005: 33. Dual Moguls
- Deer Valley 2011: 6. Dual Moguls, 19. Moguls

### Juniorenweltmeisterschaften
- Krasnoje Ozero 2006: 5. Dual Moguls, 34. Moguls
- Airolo 2007: 17. Moguls

### Weltcup
- Saison 2011/12: 6. Aerials-Weltcup
- 2 Podestplätze, davon 1 Sieg:

| Datum           | Ort         | Land | Disziplin   |
| --------------- | ----------- | ---- | ----------- |
| 4. Februar 2012 | Deer Valley | USA  | Dual Moguls |

### Weitere Erfolge
- 13 Podestplätze im Europacup, davon 2 Siege